# Emanuel Reicher

Emanuel Reicher

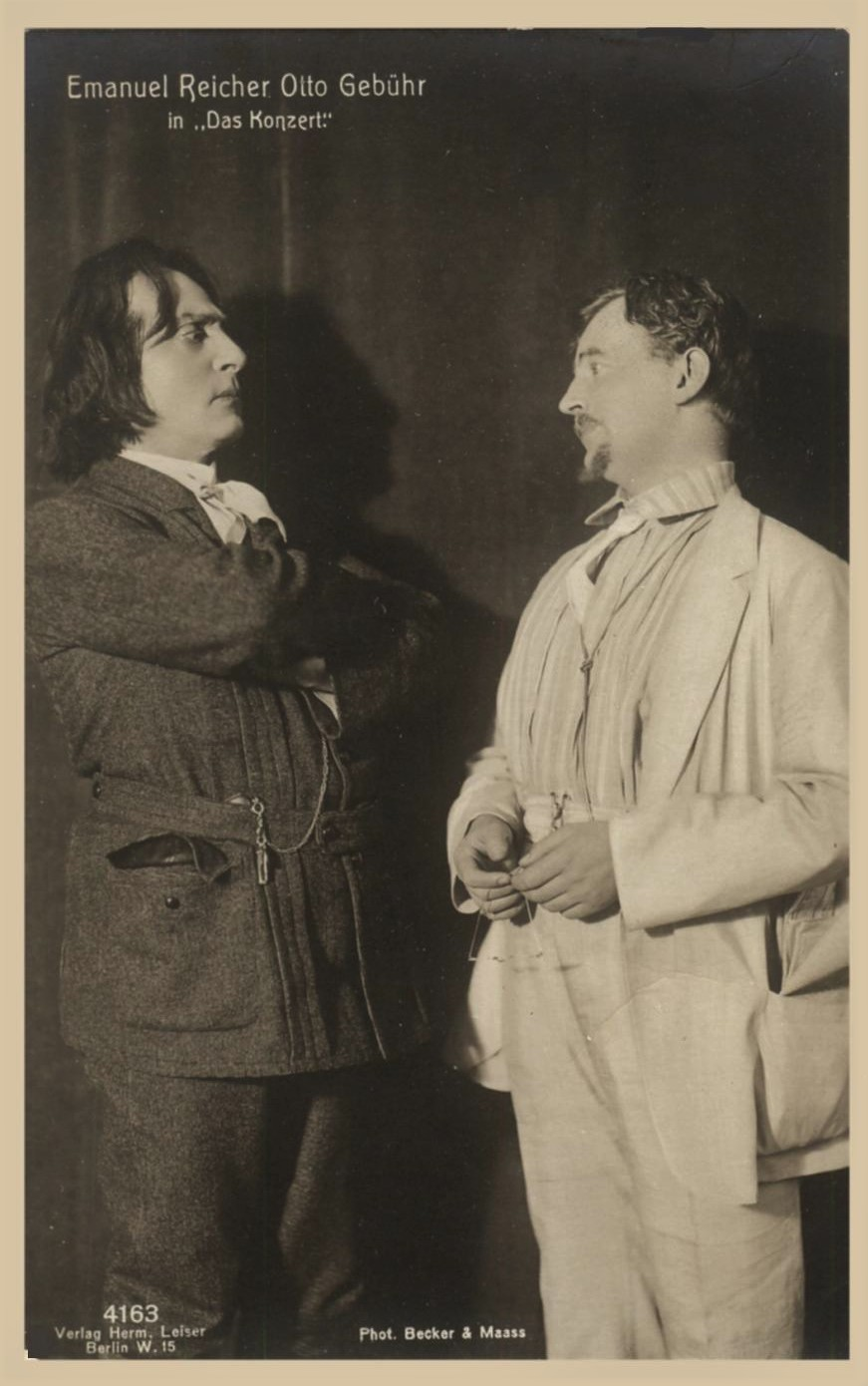
Emanuel Reicher und Otto Gebühr in Das Konzert (um 1920)

Emanuel Reicher (* 18. Juni 1849 in Bochnia, Galizien; † 15. Mai 1924 in Berlin) war ein österreichischer Schauspieler und Regisseur.

## Leben
Emanuel Reicher war der Sohn eines Advokaten und wuchs in Krakau auf, wo er das Gymnasium besuchte. Schon als Gymnasiast trat Emanuel Reichers Schauspieltalent hervor. Unter Pseudonym debütierte er 1853 in Bärenraiters Gartentheater. Seit 1857 spielte er an Bühnen in Tyrnau, Raab, Hermannstadt und anderen Städten, seit 1870 in Gmunden und Wien. Mit großem Ehrgeiz und Fleiß strebte er eine beispielhafte Ausdrucksweise zu erlangen an. Er wurde einer der besten und ausdrucksstärksten Schauspieler in Deutschland.
Bald nach seinem ersten Auftritt in München 1873 und dem Engagement am Residenztheater spielte er am Hamburger und Wiener Stadttheater und 1877 am Oldenburger Hoftheater. Er erhielt einen Vertrag am Residenz-Theater in Berlin und erwarb sich dort einen Ruf als einer der besten deutschen Shakespeare-Interpreten. Vom Königlichen Hoftheater (1890–92) kam er an das von Otto Brahm geleitete Lessingtheater (1892–1894 und 1904–1914). Zusätzlich übernahm Reicher die Leitung der dortigen Theaterschule. Als Lehrmeister einer neuen Generation deutscher Schauspieler, lehnte er jede Art von Virtuosentum ab und unterstützte und ermutigte junge Talente. 1889 gehörte er zu den Gründern des Theatervereins Freie Bühne, geleitet von Otto Brahm. Hier wurden, wie der Theater- und Filmwissenschaftler Jürgen Kasten festhält, „in einmaligen geschlossenen Vorstellungen die modernen und bis dahin oft noch von der Zensur verbotenen Dramen Ibsens, Hauptmanns und Strindbergs gespielt“. Kasten kennzeichnet Reichers schauspielerische Bedeutung so: „Mit seiner nuancierten, das individualisierte mimisch-gestische Detail betonenden Spielweise war er einer der wesentlichen Protagonisten des naturalistischen Theaters. Wichtig war ihm die „Wahrheit des Ausdrucks“, die dazu führen sollte, dass der Zuschauer der Illusion erliegt, „wahre Menschen“ zu sehen.“
1894–1904 spielte Reicher am Deutschen Theater. Einige seiner Glanzrollen waren: der Titelheld in der Uraufführung von Hauptmanns Florian Geyer (1896), der Vater in Schnitzlers Liebelei (1896), Herodes in Wildes Salome (1902), der Schauspieler in Gorkis Nachtasyl (1903), Dr. Schön in Wedekinds Erdgeist (1902), der Titelheld in Wedekinds König Nicolo (1903) und der Theaterdirektor Hassenreuther in Hauptmanns Die Ratten (USA 1911, Lessingtheater).
Im Jahre 1899 gründete er zusammen mit Friedrich Moest in Berlin die Reichersche Hochschule für dramatische Kunst. Moest wurde 1901 zusammen mit seiner Ehefrau Else Schoch-Moest Leiter und Eigentümer dieser Einrichtung.
Als Schüler von Otto Brahm stand Reicher für eine innovative naturalistische Spielweise. Der Theaterkritiker Hermann Bahr bezeichnete ihn als Ziehvater der deutschen Schauspielkunst.
In dem Film Heimat und Fremde (1913) spielte er gemeinsam mit seinem Sohn Ernst.
Später ging er in die USA, wo er vom Ausbruch des Ersten Weltkriegs überrascht wurde. Als Direktor der New-Yorker Theatergilde propagierte er in der Folge den neuen Stil des deutschen Theaters. 1923 kehrte er nach Deutschland zurück und gab Gastrollen am Residenz-Theater und am Renaissance-Theater in Berlin.
Reicher war mit der Kammersängerin Hedwig Kindermann verheiratet und mit ihr Vater von Frank (1875–1965). Die beiden ließen sich scheiden, wollten aber erneut vor den Traualtar treten. Das verhinderte Kindermanns Tod, er vermählte sich stattdessen 1883 mit der Schauspielerin Lina Reicher, geb. Harf. Aus der Ehe entstammten Hedwiga (1884–1971) und Ernst (1885–1936) sowie Elly Reicher (geb. Deutsch-Wilmersdorf 1893); alle Kinder wurden ebenfalls Schauspieler.
Seine Grabstätte befindet sich auf dem Südwestkirchhof Stahnsdorf (Abteilung: Charlottenburg, Gartenblock II, Gartenstelle 14).

## Esperanto
1908 spielte Reicher, zusammen mit seiner Tochter Hedwiga, mit Bruno Decarli, Kurt Stark und Oskar Fuchs, in Goethes Iphigenie auf dem 4. Esperanto-Weltkongress in Dresden. Die Aufführung fand in der Dresdner Hofoper (heute Semperoper) statt. Das Orchester dirigierte Generalmusikdirektor Ernst von Schuch. Reicher war Regisseur der Inszenierung und spielte den Toas, seine Tochter Hedwig die Iphigenie. Der Begründer des Esperanto Ludwig Zamenhof hatte das Stück in die internationale Sprache übersetzt.

In einem Beitrag in der Berliner Morgenpost beschrieb Reicher, befragt nach einem großen Moment seines Lebens und Handelns, seine Gedanken und Gefühle bei dieser Aufführung:
„Als ich am Abend dieser denkwürdigen Vorstellung im festlich beleuchteten Hause über 1 700 Menschen sah, die 42 verschiedenen Nationen angehörten, Menschen, von denen der größte Teil weither gekommen war, als ich dieses vielsprachige Ungeheuer vor mir sah und mich dann die Angst befiel, dass am Ende die Herren „Gelahrten“ doch Recht behalten könnten mit ihrer Verhöhnung der konstruierten Kunstsprache, da wurde mir recht bange und ich fürchtete, dass mir jetzt ein hoher Traum zerstört würde. Aber als ich dann die hohe, die unaussprechliche Freude erlebte, dass alle diese vielsprachigen Menschen sich in dem dichterischen Ausdruck einer einzigen Sprache zusammenfanden und mit einer Andacht, die man in einem deutschen Theater sonst vergeblich suchen würde, diesem herrlichen Meisterwerk deutscher Dichtung lauschten, um nachher ihre Eindrücke in ihre mehr oder minder entfernte Heimat – bis nach Ostasien z. B. – zu tragen, da durchströmte mich die große und heilige Empfindung vom Menschheits-Ganzen, das Hochgefühl, dass doch noch eine Zeit kommen wird, in der das Menschheits-Verbrüderungs-Ideal aus einem Traum in strahlende Wirklichkeit umgesetzt werden wird. Und das erreicht durch Mittel, in denen unsere Kunst mit unter den ersten aller Künste sein wird, die um die Menschheit das einigende Band schlingen wird. Es wird eine wunderbare Zeit sein, in der die Künstler des Wortes in einer allen Völkern verständlichen Sprache von der Bühne herab die edelsten Werke deutschen Dichtergeistes vermitteln werden. Eine Kulturtat allerersten Ranges! Das erwies sich mir wie eine Erleuchtung in jenen Stunden, da im Dresdner Opernhaus Goethes „Iphigenie“ in der Sprache des Esperanto gespielt wurde. – Und das war bisher der höchste und wichtigste Moment meines Lebens.“
Reicher blieb dem Esperanto verbunden, war Ehrenmitglied des Esperanto-Verbands Berlin, trat gemeinsam mit Zamenhof nach dessen Rückkehr vom Esperanto-Weltkongress in Washington 1910 in Berlin bei einem Treffen Berliner Esperantisten auf. Während der Internationalen Ausstellung für Reise- und Fremdenverkehr 1911 in Berlin erklang in der Esperanto-Abteilung Reichers Stimme aus dem Phonographen. Er sprach den berühmten Hamlet-Monolog in Esperanto.

## Schriften
- Mein Lebenslauf. In: H. Landsberg und A. Rundt (Hg.), Theater-Kalender 1910, 1910, S. 149–53.

- Interview. In: H. Bahr: Studien zur Kritik der Moderne. 1894, S. 314 ff.

## Filmografie
- 1913: Heimat und Fremde
- 1923: I.N.R.I. – Ein Film der Menschlichkeit